# Sanctuaire Notre-Dame-du-Rosaire de Nueva Pompeya
Le sanctuaire marial catholique Notre-Dame-du-Rosaire de Nueva Pompeya (Nuestra Señora del Rosario)  est situé dans le quartier de Nueva Pompeya, au sud de la ville de Buenos Aires, en Argentine. 

## Historique
Darío Broggi, curé d’origine de la paroisse de San Cristóbal construit en 1895 une petite chapelle dans une zone marécageuse appelée le "quartier des grenouilles", qu'il place sous la dédicace du Sanctuaire Notre-Dame-du-Rosaire de Pompéi, en Italie. Le 14 mai 1896, l'archevêque de Buenos Aires bénit la première pierre du sanctuaire édifié sur un terrain appartenant aux Filles de la charité de Saint Vincent de Paul. Les travaux se poursuivent grâce à l’arrivée de Frères mineurs capucins italiens. L’édifice est inauguré le 29 juin 1900. Mais il n’est achevé qu’ensuite, grâce à la venue de nouveaux moines capucins venant d’Espagne. 
Le sanctuaire donne plus tard son nom à la paroisse, créée en 1906, puis au quartier. Diego Maradona est baptisé en 1961 dans cette église qui n’est consacrée qu’en 2000 par l'archevêque de Buenos Aires Jorge Bergoglio. Le confesseur du sanctuaire, Luis Pascual Dri, est créé cardinal par le pape François en 2023. 

## Architecture
Ce sanctuaire est l'une des premières constructions néo-gothiques d'Argentine et l'une des rares existant dans la ville de Buenos Aires. Les travaux de construction sont dirigés par l’architecte Augusto César Ferrari. Long de 47 m et large de 15 m, le bâtiment est doté d’un haut clocher. Les vitraux proviennent de la maison Zeller de Munich, en Allemagne. 

## Organisation religieuse
L'église est l’un des sanctuaires de l'archidiocèse de Buenos Aires. Il est géré par l'ordre des Frères mineurs capucins, responsables de la paroisse. C'est l'un des sanctuaires les plus visités par les paroissiens de Buenos Aires. Les célébrations en l'honneur de la Vierge Marie ont lieu le 8 mai et les premiers dimanches d'octobre. Le culte se déroule autour d'une statue polychrome sculptée en 1914 par le catalan Miguel Castellanas ; elle représente Notre-Dame du Rosaire entourée par sainte Catherine de Sienne et saint Dominique.